# Шумов, Анатолий Петрович
Анатолий Петрович Шумов (22 декабря 1923, Осташёво — 30 ноября 1941, Можайский район, Московская область) — советский партизан Великой Отечественной войны.

## Биография

### Ранние годы
Родился в деревне Осташёво 22 декабря 1923 года. Его мать, Евдокия Степановна, убеждённая коммунистка, перед войной работавшая в Осташёвском райкоме ВКП(б), дала сыну имя в честь наркома просвещения Анатолия Луначарского. Мальчик рос без отца и рано приучился к самостоятельности и строгому распорядку дня, которым жила его мама. В школе учился с удовольствием, не отказывал в помощи отстающим товарищам. В детстве мечтал о профессии учителя. В 1938 году вступил в ВЛКСМ. 
В 1941 году после окончания восьмого класса решает оставить школу и втайне от матери вместе с тремя одноклассниками подаёт заявление в военное училище. Однако поступить в училище ему не удалось из-за начавшейся войны.
1 сентября пошёл в девятый класс, однако основное внимание уделял военной подготовке в создаваемом директором их школы И. Н. Назаровым добровольческом истребительном батальоне. Школьники на этих занятиях овладевали винтовкой и пулемётом, приёмами маскировки и ориентирования.

### Партизанская деятельность
17 октября 1941 года гитлеровцы заняли райцентр Осташёво. В районе к этому времени было сформировано три партизанских отряда. В состав отряда, которым командовал Василий Федорович Проскунин, были включена Евдокия Степановна и Анатолий Шумовы. Евдокия Степановна, имея большое количество знакомых в округе, из опасения, что на агентурной работе она может быть выдана немцам, взялась обеспечивать быт отряда. К отряду также присоединились ещё трое вчерашних школьников: Владимир Колядов, Юрий Сухнев и Александра Воронова.
В задачу юных партизан входили главным образом добывание сведений о численности врага в конкретных местах (согласно записям А. В. Горячева, за полтора месяца Толя ходил в разведку 14 раз), о продвижении немецких войск по проселочным дорогам, а также распространение среди местных жителей агитационных листовок, печатавшихся на эвакуированной в партизанский лес типографии. Толя неоднократно попадал в руки гитлеровцев, однако выходил сухим из воды: так, будучи схвачен в деревне Сумароково, утверждал, что ищет свою мать, и убедил в этом немецкого офицера, который оставил Толю при себе. Юный разведчик воспользовался возможностью внимательно изучить расположение гитлеровцев, а при первой возможности сбежал, прихватив с собой оружие и полевую сумку офицера.

### Последнее задание
30 ноября 1941 года Шумову предстояло очередное задание в Осташёве. Здесь он должен был встретиться с Шурой Вороновой. Во время передвижения по селу в результате облавы был схвачен. После допроса, сопровождавшегося пытками и длившегося несколько часов, его направили в Можайск. Очевидцы подтверждают, что на допросах он держался мужественно, несмотря на пытки, никого не выдал.
Был расстрелян в лесу под Можайском. Точное место его смерти не известно.
За смелость и мужество, проявленные в борьбе с нацистами, награждён орденом Ленина (посмертно).

## Cемья
- Мать — Евдокия Степановна[1]

## Награды
- Орден Ленина[4]

## Память
- Осташёвская средняя школа носит имя Толи Шумова и Володи Колядова. Владимир Колядов погиб через несколько дней после смерти Анатолия, посмертно награждён орденом Красного Знамени.
- Имена Анатолия Шумова, Владимира Колядова и Александры Вороновой были вписаны в Книгу почёта московской областной пионерской организации имени В. И. Ленина. При этом все трое уже были комсомольцами.
- В московской школе №229 создан музей памяти Толи Шумова.[2]
- В 1972 году в Осташёве, на центральной площади посёлка, был открыт памятник погибшим комсомольцам. Авторы скульптурной композиции — отец и сын В. В. и Д. В. Калинины.
- Имя Толи Шумова в 1970 году было присвоено теплоходу[2] Дальневосточного морского пароходства, служившему до 1997 года.[5]